# Stefano Orlando
Stefano Orlando (Caronia, 6 novembre 1947 – Roma, 5 settembre 2022) è stato un generale italiano.

## Biografia
Nato in Sicilia, dopo un'infanzia trascorsa ad Osimo, in provincia di Ancona, frequenta il 23º corso dell'Accademia Militare di Modena dal 1966 al 1968 e in seguito si laurea in Scienze Politiche. Entrato come ufficiale nei Carabinieri, nell'Arma ha trascorso una lunga carriera. Ha comandato la tenenza dei carabinieri di Chatillon, la compagnia di Catanzaro e in seguito il Gruppo di Bologna. Ha in seguito ricoperto incarichi di Stato Maggiore presso il Comando Generale dell'Arma a Roma.
Successivamente, dal 1990 al 1999 è stato in servizio presso la Presidenza della Repubblica con Cossiga, e quindi dal 1999 al 2007, è stato Capo Dipartimento Analisi al SISDE e poi al servizio segreto militare (SISMI).
Dal 2007 al 2008 è vice direttore del SISDE, poi AISI, fino a quando è posto alla guida del comando interregionale carabinieri Culqualber di Messina.
Nominato generale di Corpo d'Armata diviene Vice Comandante Generale dell'Arma dei Carabinieri dal 23 luglio 2009 al 14 giugno 2010.
Dal 15 giugno 2010 assume la carica di Comandante Interregionale Carabinieri "Podgora" di Roma. Il generale Orlando lascia la Benemerita nel 2013 dopo 47 anni di servizio.

## Procedimenti giudiziari
Nel giugno 2002 finì agli arresti domiciliari a Potenza con l'accusa di rivelazioni di segreti d'ufficio e favoreggiamento. Fu prosciolto da tutte le accuse nell'aprile dell'anno successivo.